# Philippe Nahon
Philippe Nahon (Paris, 24 de dezembro de 1938 — 19 de abril de 2020) foi um ator francês.

## Carreira
Em 1961, Philippe Nahon ganhou seu primeiro papel no cinema em “Le Doulos” de Jean-Pierre Melville. A efervescência revolucionária dos anos 1970, o levou a atuar em filmes com temas comprometidos como les Camisards e le Pull-over rouge.
Atuou em filmes como Les Anges gardiens,  Os Visitantes II (Les couloirs du temps: Les visiteurs 2), Le poulpe, dirigidos por Mathieu Kassovitz. Ele também desempenha um policial em la Haineet e um canalha no filme Sauve-moi.
Apareceu no curta-metragem Carne (1991) e no filme Sozinho Contra Todos (Seul contre tous), dirigido por Gaspar Noé, nesse filme ele interpreta o papel, de um perturbado açougueiro racista, completamente sem esperança. Este papel é fundamental na sua carreira.
No início dos anos 90, Nahon aproximou-se da nova geração de diretores franceses, incluindo, Mathieu Kassovitz, Jacques Audiard em Un héros très discret e também Christophe Gans em O Pacto dos Lobos (Le Pacte des loups).
No anos 2000, ele trabalhou novamente com Gaspar Noé, para uma participação especial no filme Irreversível (Irréversible), um filme polêmico que desencadeou um grande escândalo no Festival de Cannes em 2002. Seu próximo trabalho foi em Haute Tension, o thriller de terror do diretor Alexandre Aja. Posteriormente, apareceu na comédia À la petite semaine de Sam Karmann.
Em 2007, atuou em Le Deuxième Souffle de Alain Corneau, Vous êtes De La Police ?, Caçadores de Dragões (Chasseurs de Dragons), e nos filmes de animação para a qual ele emprestou a sua voz. Um ano depois, ele participou do filme Eldorado de Bouli Lanners.
Em 2010, ele pôde ser visto no poster do filme Orpailleur, participou também dos filmes de aventuras Adèle Blanc-Sec e  Mamute (Mammuth) e depois se juntou ao elenco do filme Petits Ruisseaux.

## Morte
Nahon morreu no dia 19 de abril de 2020 devido a problemas de saúde já existentes agravados pela COVID-19.

## Filmografia
- 2011 - Cavalo de Guerra (War Horse)
- 2010 - Mamute (Mammuth)
- 2010 - Belleville Tóquio (Belleville-Tokyo)
- 2010 - As Múmias do Faraó (Les aventures extraordinaires d'Adèle Blanc-Sec/The Extraordinary Adventures of Adèle Blanc-Sec)
- 2008 - Caçadores de Dragões (Chasseurs de Dragons)
- 2007 - Os Profissionais do Crime (Le Deuxième souffle)
- 2005 - Sexta-Feira ou um Dia Qualquer (Vendredi ou un autre jour)
- 2005 - O Amor Está no Ar (Ma vie en l'air)
- 2003 - Haute Tension
- 2002 - Irréversible
- 2001 - Le pacte des loups
- 2000 - Rios Vermelhos (Les Rivières pourpres)
- 1998 - Sozinho Contra Todos (Seul contre tous)
- 1998 - Os Visitantes II (Les couloirs du temps: Les visiteurs 2)
- 1995 - O Ódio (Haine, La)